# Trichopoda

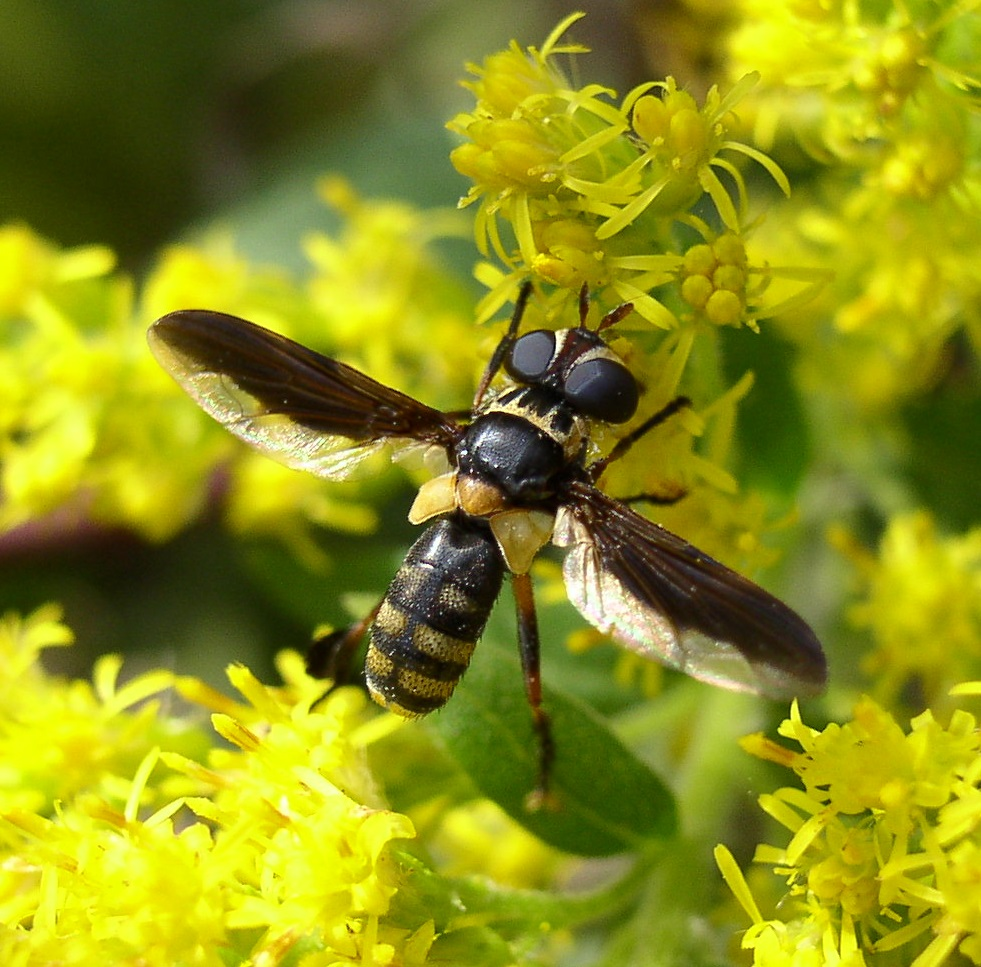
Trichopoda plumipes en vara de oro Solidago

Trichopoda es un género de moscas de la familia Tachinidae. El nombre viene del griego tricho pelo y poda pata; se refiere a las masas de pelos de las patas posteriores. Son moscas pequeñas que pueden tener colores brillantes. Los adultos se alimentan de néctar. Los halterios están cubiertos de escamas amarillas y hay un fleco de pelos achatados en las patas posteriores. Las larvas son parasitoides de pentatómidos y otras familias en el orden Hemiptera, tales como Anasa tristis de la familia Coreidae y las familias Scutelleridae y Largidae. Se encuentran en América del Sur y del norte y en Australasia.

## Especies
- Subgénero Galactomyia Townsend, 1908

- Trichopoda bosqi (Blanchard, 1966)
- Trichopoda christenseni (Blanchard, 1966)
- Trichopoda giacomelli (Blanchard, 1966)
- Trichopoda lanipes Fabricius, 1805
- Trichopoda limbata (Blanchard, 1966)
- Trichopoda nigrifrontalis (Blanchard, 1966)
- Trichopoda pennipes Fabricius, 1781

- Subgénero Trichopoda Berthold, 1827

- Trichopoda ciliata (Fabricius), 1805
- Trichopoda incognita (Blanchard, 1966)
- Trichopoda indivisa Townsend, 1897
- Trichopoda pilipes (Fabricius), 1805
- Trichopoda plumipes (Fabricius), 1805
- Trichopoda subdivisa Townsend, 1908